# Рон Янс
Рон Янс (нід. Ron Jans, нар. 29 вересня 1958, Зволле) — нідерландський футболіст, що грав на позиції нападника. По завершенні ігрової кар'єри — тренер. З 2023 року очолює тренерський штаб команди «Утрехт».
Виступав, зокрема, за клуби «Зволле» та «Рода». Як тренер зі «Зволле» виграв Кубок та Суперкубок Нідерландів.

## Ігрова кар'єра
Народився 29 вересня 1958 року в місті Зволле. Розпочав займатись футболом у у аматорському клубі РКСВ (Зволле), зівідки перейшов до молодіжного складу «Зволле». У сезоні 1976/77 Янс дебютував у основній команді, яка тоді виступала у другому дивізіоні. У 1978 році разом із клубом він став чемпіоном Еерстедивізі і піднявся до вищого дивізіону, де провів ще чотири сезони. Загалом у клубі провів шість сезонів, взявши участь у 157 матчах чемпіонату. Більшість часу, проведеного у складі «Зволле», був основним гравцем атакувальної ланки команди.
Протягом 1982—1984 років захищав кольори клубу «Гронінген». Своєю грою за цю команду привернув увагу представників тренерського штабу клубу «Рода», до складу якого приєднався влітку 1984 року. Відіграв за команду з Керкраде наступні три сезони своєї ігрової кар'єри. Граючи у складі «Роди» також здебільшого виходив на поле в основному складі команди.
Сезон 1987/88 Янс провів у клубі Японської футбольної ліги «Мазда» разом із співвітчизниками — воротарем Дідо Гавенаром та головним тренером Гансом Офтом, а завершив ігрову кар'єру у команді «Вендам», за яку виступав протягом 1988—1991 років. Він вилетів з вищого дивізіону з клубом в кінці сезону 1988/89, але залишався в клубі ще на два роки.

## Кар'єра тренера
Розпочав тренерську кар'єру відразу ж по завершенні кар'єри гравця, 1991 року, і очолював аматорські клуби — ГСК (Саппемер), СЮС (Стадсканал), АКВ (Ассен)та «Ахіллес 1894». З останнім він став чемпіоном Нідерландів серед аматорів у 2000 році.

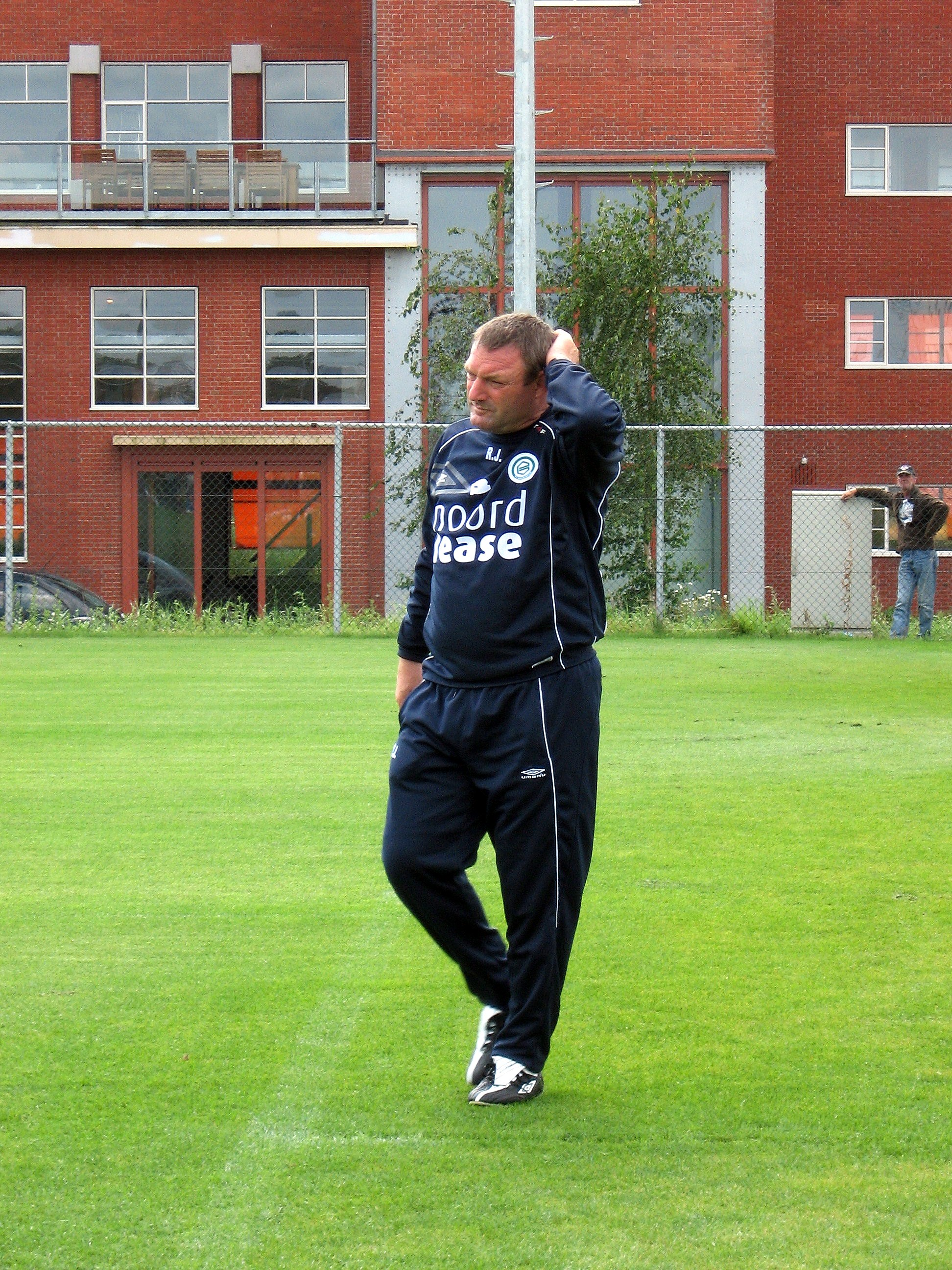
Рон Янс як тренер «Гронінгена». 2007 рік.

У 2001 році він став асистентом головного тренера Генні Спейкермана у клубі «Еммен», а 27 жовтня 2002 року покинув команду, щоб стати головним тренером команди «Гронінген» і тренував команду з Гронінгена вісім років. Під його керівництвом клуб двічі поспіль кваліфікувався до Кубка УЄФА — у 2006 та 2007 роках. 11 листопада 2009 року було оголошено про звільнення Янса з «Гронінгена» після закінчення сезону 2009/10. Його перебування на тренерській посаді стало найтривалішим в історії клубу.
Згодом, протягом 2010—2012 років очолював тренерський штаб клубу «Геренвен», а 29 травня  2012 року прийняв пропозицію попрацювати у бельгійському клубі «Стандард» (Льєж). Залишив команду з Льєжа 22 жовтня 2012 року, після того як клуб у 11 матчах зміг набрати лише 13 очок.
Влітку 2013 року очолив «Зволле». У своєму першому сезоні в клубі він виграв Кубок Нідерландів 20 квітня 2014 року, перемігши «Аякс» з рахунком 5:1. Це був перший великий трофей клубу. Всього через чотири місяці він також виграв Суперкубок Нідерландів, знову перемігши «Аякс», цього разу з рахунком 1:0. Загалом Янс залишався тренером «Зволле» протягом чотирьох сезонів.
У червні 2019 року Янс був тренером збірної Північних Нідерландів , яка зіграла матч проти збірної Північної Німеччини (3:4 д.ч.).
4 серпня 2019 року Янс був призначений головним тренером клубу американської ліги MLS «Цинциннаті», підписавши контракт до 31 грудня 2020 року. Він пішов у відставку 18 лютого 2020 року через розслідування його ймовірних расистських висловлювань у компанії гравців.
Протягом 3 років, починаючи з 2020, був головним тренером команди «Твенте».
6 вересня 2023 року очолиі тренерський штаб команди «Утрехт».

## Титули і досягнення

### Як тренера
- Володар Кубка Нідерландів (1):

«Зволле»: 2013/14
- Володар Суперкубка Нідерландів (1):

«Зволле»: 2014